# Gaya Bertello
Gaya Bertello (* 27. Mai 2003 in Turin) ist eine italienische Leichtathletin, die sich auf den Sprint spezialisiert hat.

## Sportliche Laufbahn
Erste internationale Erfahrungen sammelte Gaya Bertello im Jahr 2021, als sie bei den U20-Europameisterschaften in Tallinn mit 11,85 s im Halbfinale im 100-Meter-Lauf ausschied und mit der italienischen 4-mal-100-Meter-Staffel in 46,24 s den sechsten Platz belegte. Anschließend schied sie auch bei den U20-Weltmeisterschaften in Nairobi mit 11,88 s im Semifinale über 100 Meter aus und wurde im Staffelbewerb disqualifiziert. Im Jahr darauf belegte sie bei den U20-Weltmeisterschaften in Cali in 44,79 s den fünften Platz mit der Staffel. Bei den World Athletics Relays 2025 in Guangzhou belegte sie in 41,25 s den fünften Platz in der Mixed-Staffel über 4-mal 100 Meter und anschließend belegte sie bei den U23-Europameisterschaften in Bergen in 11,82 s den achten Platz über 100 Meter. Zudem verpasste sie mit der Frauenstaffel in 44,64 s den Finaleinzug. 

## Persönliche Bestleistungen
- 100 Meter: 11,43 s (+1,6 m/s), 14. Juni 2025 in Brescia
  - 60 Meter (Halle): 7,28 s, 23. Februar 2025 in Ancona
- 200 Meter: 23,59 s (+0,5 m/s), 2. Juni 2025 in Mondovì